# Nikolái Vasílievich Repnin
Nikolái Vasílievich Repnin (en ruso: Николай Васильевич Репнин; 22 de marzo [O.S. 11 de marzo] de 1734-24 de mayo [O.S. 12 de mayo] de 1801), más conocido en las fuentes en español como príncipe Repnin, fue un noble, estadista y general ruso conocido por su papel protagónico en el desmembramiento de la Mancomunidad de las Dos Naciones, así como por su participación en la guerra ruso-turca de 1787 a 1792, donde obtuvo el apodo de «Vencedor de Măcin».

## Biografía
Nikolái Vasílievich Repnin nació en San Petersburgo, capital del Imperio ruso, el 22 de marzo de 1734 según el calendario gregoriano. Fue el hijo primogénito de su padre Vasili Anikitich Repnin, futuro Generalfeldzeugmeister (Comandante de artillería) durante la Campaña del Rin rusa en la guerra de sucesión austríaca y después promovido a general adjunto. Su madre fue Daria Fiódorovna Makarova, una noble menor con su propio palacete heredado en Moscú.
Nikolái Repnin provenía de la familia principesca de los Repnin, una subrama de la familia Obolenski, que a su vez pertenecía a la extensa dinastía Rúrikovich. Iván Mijáilovich Obolenski fue el fundador de la familia, otorgándole el nombre a partir de su apodo «Repnya» (en ruso: Репня). El abueno de Nikolái, Anikita Ivánovich Repnín, colaborador estrecho de Pedro el Grande, participante la expedición de Azov, general de la Gran Guerra del Norte, gobernador de Livonia y mariscal de campo de Catalina I fue uno de los miembros más destacados de la familia.
Con 11 años, como era tradición en las familias de la alta nobleza, fue inscrito al Regimiento Preobrazhenski, el más prestigioso regimiento de la Guardia Leib (Guardia Imperial rusa y guardia personal del emperador).

## Carrera militar

### Primeras campañas

#### Rin
Con 14 años alcanzó el rango de sargento y acompañó a su padre Vasili Repnin en la campaña de éste en el Rin, durante la guerra de sucesión austríaca. Su participación le valió una promoción a alférez en 1749. En 1751, fue ascendido a Podporúchik (subteniente) de la Guardia.

#### Prusia oriental
En 1756, contando 22 años, se alistó como oficial voluntario para la guerra de los Siete Años, quedando asignado al ejército del célebre Generalfeldmarschall Stepán Apraksin. Se distinguió en las batallas de Gross-Jägersdorf, Königsberg y el asedio de Küstrin. A finales de 1758 fue ascendido a capitán. 
En 1759 sirvió con las tropas francesas del Mariscal de Francia De Contades.
En 1760, recibió el grado de coronel y volvió a la tropa rusa quedando asignado a la fuerza del conde Zajar Chernishev con la que participó en la incursión sobre Berlín.
En 1762 fue ascendido a general de división. El 22 de septiembre se le concedió la Orden de Santa Ana.

### Trabajo diplomático en Polonia
En 1762, el efímero y germanófilo emperador Pedro III lo envió como embajador a Berlín, la capital de Prusia, donde Repnin permaneció hasta 1763 y estudió bien los asuntos militares, familiarizándose también con el orden y la organización del ejército del rey Federico II. En 1763, la emperatriz Catalina II lo nombró director del cuerpo nobiliario de la tierra, y unos meses más tarde lo envió a la Corona del Reino de Polonia (Mancomunidad de las Dos Naciones), donde debía ayudar al enviado ruso Keyserling cuya misión era la de equiparar las leyes entre polacos y disidentes (ortodoxos y protestantes). Después de la muerte de Keyserling en 1764, Repnin se convirtió en ministro plenipotenciario en este país y personificación de la injerencia rusa en el país. Ejemplo de ello fue la promoción del examante de Catalina II, el prorruso Estanislao Poniatowski, al trono polaco vacante a la muerte de Augusto III por encima de otros candidatos preferidos por los polacos como Jan Klemens Branicki, cuñado de Poniatowski.
Actuando prácticamente solo, sin asesores, pero confiando en una fuerza militar significativa y en la familia Czartoryski, parientes de Poniatowski, cuyo candidato, Adam Kazimierz Czartoryski, era uno de los mejor posicionados para la corona pero renunció a su candidatura y apoyó a Estanislao. Repnin defendió con éxito a los disidentes y formó konfederacjas proclives a los intereses del Imperio ruso, con mayor éxito en las zonas más cercanas al Gran Ducado de Lituania. La primera de ellas fue la Confederación Lituana, formada el 28 de abril de 1764, que, bajo la influencia del embajador, se dirigió al Imperio ruso en busca de protección militar. El 7 de mayo de 1764 se inauguró el Sejm de la Convocación, que permitió llevar a cabo una serie de reformas en el país (no todas, especialmente la restricción del liberum veto, convenían al Imperio ruso), y el 7 de septiembre, Poniatowski fue elegido rey de Polonia. Después de eso, el príncipe Repnin comenzó a persuadir al monarca para que resolviera la cuestión de la igualdad de los derechos de los disidentes con la mayoría católica y resolviera las disputas fronterizas, pero los Czartoryski, que apoyaban a Poniatowski, se opusieron a esto de todas las formas posibles, ya que ciertas condiciones les afectaban en su calidad de szlachtas. En esta situación, desde principios de 1767, Repnin formó varias nuevas pequeñas konfederacjas en Polonia y Lituania, proclives al interés ruso, cuyo número de miembros pronto superó las 80 000 personas, lo que podría amenazar a Poniatowski con el derrocamiento. El monarca asustado convocó un Sejm extraordinario el 15 de octubre de 1767, habiendo acordado previamente cumplir todas las condiciones de Repnin, pero durante las elecciones a este Sejm, el enviado ruso no logró la mayoría necesaria. Repnin finalmente resolvió este problema radicalmente, llevando al ejército ruso a Varsovia y arrestando y luego deportando a Rusia al obispo Soltyk y a los Rzewuski, que lideraban la oposición polaca a la empresa de Repnin.
Bajo la influencia de estos acontecimientos y la presión de Repnin, el Sejm polaco adoptó finalmente las llamadas «leyes cardinales» el 13 de febrero de 1768, que garantizaban la libertad de religión y los derechos civiles de todos los disidentes, equiparándolos a los católicos, además de confirmar los privilegios de la nobleza, la elección del rey y el liberum veto. El 24 de febrero de 1768, Repnin logró la conclusión del Pacto de Varsovia con la Mancomunidad Polaco-Lituana, cuyos términos permitían al Imperio ruso interferir en cualquier asunto interno de esta última. Surgió una conspiración entre los aristócratas polacos para asesinarlo, pero fue salvado por Poniatowski que le puso sobre aviso de esta conspiración.
Los nuevos decretos pronto condujeron a la formación de la Confederación de Bar, que aglutinó hasta a 100 000 partidarios de la preservación de los privilegios para la mayoría católica y la independencia política de Polonia, por lo que se suponía que debía derrocar a Poniatowski e incluso comenzar una guerra con el Imperio ruso. Tras el estallido de la revuelta, Repnin exigió a Poniatowski que la reprimiera, pero al final fue necesario utilizar las tropas rusas una vez más llevadas a Polonia. Los confederados comenzaron con varias victorias en enfrentamientos con las tropas leales a Poniatowski y en escaramuzas contra los rusos, pero ante el avance del ejército regular ruso y el estallido de la Koliivshchyna en Ucrania (una haidamak), sus líderes debieron retirarse a los países vecinos, especialmente al Imperio otomano (que esperaban unir a su causa contra el Imperio ruso) y a Austria, la cual creían que simpatizaría con su causa; aunque después descubrieron que los austriacos conspiraron con los rusos para repartirse tierras polacas.
En abril de 1769, cuando la situación política había cambiado un poco, Repnin fue reemplazado en Polonia por el príncipe Volkonski. Por sus méritos en el campo diplomático durante su servicio en Polonia, el príncipe Repnin fue galardonado con la Orden de San Alejandro Nevski el 17 de enero de 1768, se le otorgó el rango de teniente general y se le concedió una cantidad de 50 mil rublos.

### Guerra ruso-turca de 1768-1774
Durante la guerra ruso-turca que estalló el mismo año que la Confederación de Bar, el príncipe Repnin regresó al Imperio ruso al año siguiente de comenzada. Repnin dirigió un cuerpo separado que operaba en los principados tributarios de Moldavia y Valaquia, como parte del 1.º Ejército del generalfeldmarschall, príncipe Alejandro Golitsin. En 1770, las tropas que le fueron confiadas lograron impedir el cruce del Prut por parte de los 36 000 soldados otomanos y crimeos. En el mismo año, él, al mando de los regimientos de mosqueteros y batallones de granaderos de Shirván, Arcángel y Kiev, mostró valentía en la batalla de Ryaba Mogila, estando en ese momento bajo el mando del conde Piotr Rumiántsev, volcando con éxito el flanco izquierdo del ejército otomano con dos cuadrados de infantería apoyados por un ataque de caballería. En el mismo año, Repnin se distinguió en las batallas de Larga y Cahul, y el 27 de julio de 1770, por iniciativa de Rumiántsev, se le concedió la Orden de San Jorge de segundo grado «Por el ejemplo de coraje del que sirvió a sus subordinados para vencer los esfuerzos de la intrepidez y derrotar al enemigo el 21 de julio de 1770 cerca de Cahul».
En la misma década de 1770, consiguió, al mando de la vanguardia del ejército, ocupar Izmaíl sin lucha y tomó la ciudad de Chilia Noua.
El 10 de junio de 1771, Repnin recibió el mando de todas las tropas en Valaquia y derrotó a un ejército enemigo de 10 000 hombres comandado por Mehmed Pasha, gran visir otomano, cerca de Bucarest. A pesar de este éxito, que a Mehmed Pasha le costó su destitución del cargo, el comandante en jefe de las tropas rusas, Rumiántsev, le culpó de la ocupación por parte de los turcos de la fortaleza de Zhurzha (nombre ruso de Giurgiu), que los rusos dejaron demasiado desprotegida con un destacamento de 6000 hombres comandados por el oficial alemán báltico Wilhelm von Essen, siendo tomada por los otomanos por los otomanos de Mehmed Pasha el 7 de agosto de 1771.
Ofendido y habiendo sido derrotado al haber intentado cruzar el Danubio, Repnin pidió su relevo del ejército en el extranjero, supuestamente bajo el pretexto de «mala salud», pero en 1774, después de casi tres años, volvió al servicio y participó en la captura de Silistra y otras operaciones en Moldavia, y más tarde en el desarrollo y conclusión del Tratado de Küçük Kaynarca, entregando personalmente el texto de este acuerdo a Catalina II en San Petersburgo. Después de estos acontecimientos, recibió el rango de general en jefe y teniente coronel de la Guardias Lieb del Regimiento Izmailovski, también se le otorgó una gran recompensa monetaria.

### Actividades administrativas
Entre 1775 y 1776 fue enviado plenipotenciario del Imperio ruso al Imperio otomano, repitiendo destino en un reciente enemigo del Imperio como ya hizo en Prusia.
Al regresar a su patria, vivió durante algún tiempo en San Petersburgo, tuvo contactos con masones y, según algunas fuentes, incluso participó en la fundación de varias logias. Pronto fue nombrado gobernador general de la Vicerrectoría de Smolensk, un interregno administrativo de la Gobernación de Smolensk. Además, al mismo tiempo, entre 1778 y 1781, fue gobernador del virreinato de Oriol.
Durante la guerra de sucesión bávara, lideró un ejército de 30 000 hombres y entró con él en Breslavia, donde participó en el Congreso de Teschen, donde logró persuadir a Austria para que firmara un tratado de paz, por lo que recibió la Orden del Santo Apóstol Andrés el Primero Llamado como recompensa de la emperatriz rusa.
En 1780 encabezó las fuerzas del cuerpo de observación estacionado en Uman, en 1781 fue nombrado virrey de Pskov, al mismo tiempo que continuaba desempeñando las mismas funciones en Smolensk. En ese momento, recibió la Orden de San Vladimiro de primer grado el día de la instauración de este premio (22 de septiembre de 1782), así como insignias de diamantes a la Orden del Santo Apóstol Andrés el Primero Llamado (1784).

### Guerra ruso-turca de 1787-1791
Durante la guerra ruso-turca de 1787 a 1792, regresó al servicio militar. Comandó el ala derecha durante el exitoso asalto a Özi de Gregorio Potemkin, luego el 7 de septiembre de 1789 derrotó a los turcos en el río Salcha en Moldavia, capturó el campamento de Cezayirli Gazi Hasan Pasha, lo encerró en Izmaíl y comenzó a prepararse para el asalto a esta fortaleza, pero después de una serie de enfrentamientos militares se retiró, refiriéndose en un informe al comandante en jefe G. A. Potemkin alegando proteger las vidas de sus soldados. Después de la partida de Potemkin a San Petersburgo en febrero de 1791, el mando principal del ejército unido pasó al príncipe Repnin, quien convenció al comandante de que Suvórov en este puesto «conducirá el ejército a Tsargrad (nombre ruso de Constantinopla) o lo destruirá». A pesar de las órdenes de Potemkin, éste, al enterarse de que las tropas del visir turco estaban concentradas cerca de Măcin, ordenó una ofensiva sorpresa y finalmente obtuvo una gran victoria sobre el enemigo en una batalla de seis horas con pequeñas pérdidas: 141 personas muertas y 300 heridas, aunque el número de tropas enemigas era de más de 80 mil; en el flanco izquierdo del ejército ruso, Kutúzov se distinguió en esta batalla. Por la batalla de Măcin, el príncipe Repnin fue galardonado (15 de julio de 1791) con la Orden de San Jorge de primer grado.
Esta derrota obligó a los turcos a cesar las hostilidades e iniciar negociaciones de paz; El 31 de julio de 1791, Repnin y el visir Koca Yusuf Pasha firmaron los términos preliminares de la paz en Galați, que incluía una tregua de ocho meses, lo que desagradó a Catalina II. Los términos firmados por Repnin también fueron criticados por el conde A. A. Bezborodko, quien acordó la Paz de Jassy cinco meses después.

### De nuevo gobernador y revueltas
En septiembre de 1792, pocos meses después de haber vuelto al Imperio ruso, fue nombrado virrey de Livonia y Estonia, cargo que ocuparía hasta 1798. En 1794, ocurrió la insurrección de Kościuszko, durante la que recibió el mando nominal de todas las topas rusas de sus virreinatos, aunque las operaciones militares en la zona las llevó cabo en la práctica el comandante Aleksandr Suvórov, viejo conocedor de las prácticas militares de polacos y lituanos.
Tras reprimir la revuelta, Repnin recibió el mando de Vilna y Grodno. En 1796 el emperador Pablo I le otorgó el cargo de generalfeldmarschall. En 1798 encabezó una misión diplomática a Berlín y Viena con el objetivo de disminuir la relación entre Prusia y la Francia republicana así como aliar a Austria en un frente común contra este país. El fracaso de esta misión, así como su decadente posición dentro del Ejército Imperial Ruso le ganó la destitución del mismo por parte de Pablo I con el honor de poder portar el uniforme.
El 12 de agosto de 1801 según el calendario gregoriano, Nikolái Vasílievich Repnin murió en los jardines de su residencia en Vorontsovo de un ataque al corazón al día siguiente de haber sobrevivido a un conato de incendio de la misma residencia. Sus restos fueron sepultados en el Monasterio Donskói.